# Râul Purcaru, Valea Tigăi
Râul Purcaru sau Râul Porcaru este un curs de apă, afluent al râului Valea Tigăi. 

## Hărți
- Harta județul Brașov
- Harta munții Perșani  Arhivat în 13 iunie 2008, la Wayback Machine.